# Vitròla (Alts Alps)
Vitròla (en francès Vitrolles) és un municipi de França de la regió de Provença-Alps-Costa Blava, al departament dels Alts Alps.

## Demografia
| 1836                                       | 1962 | 1968 | 1975 | 1982 | 1990 | 1999 | 2007 | 2017 |
| ------------------------------------------ | ---- | ---- | ---- | ---- | ---- | ---- | ---- | ---- |
| 436                                        | 183  | 182  | 155  | 137  | 134  | 139  | 204  | 204  |
| Des de 1962: població sense dobles comptes |      |      |      |      |      |      |      |      |

## Administració
| Període   | Identitat       | Partit |
| --------- | --------------- | ------ |
| 2001-2014 | Claudie Joubert |        |
| 2014-     | Philippe Biais  |        |